# Rudolph Drengot
Rudolph Drengot var en af de første normanniske riddere i Syditalien ("Mezzogiorno"). Han var søn af en ubetydelig, men rig, ridder i Carreaux, nær Avesnes-en-Bray, øst for Rouen. Carreaux gav Drengot-slægten dens alternative navn de Quarrel. 
I 1016 var hans bror Osmond Drengot på jagt sammen med Richard 2. af Normandiet. Under jagten dræbte Osmond hertugens slægtning William Repostel, fordi denne havde forgrebet sig på en af Osmond's døtre. Richard lod Osmond beholde livet, men landsforviste ham. Før Osmond forlod Normandiet, samlede han en styrke på omkring 250 krigere: Eventyrere, fredløse, unge adelsmænd uden fremtid i Frankrig, samt fire af sine egne brødre, Rudolph, Gilbert Buatère, Rainulf og Asclettin. De drog til Italien, hvor de havde planer om at tilbyde deres tjeneste til det byzantiske rige, som i syditalien havde hænderne fulde i kampen mod lombarderne, saracenerne, pavestaten og det tysk-romerske rige. 
Brødrene kom nu ikke i byzantinsk tjeneste, for der var udbrudt oprør i området, og normannerne gik i tjeneste hos de lombardere, der stod for opstanden, Melus af Bari og Guaimar 3. af Salerno. Oprørssyrkerne tørnede sammen med en byzantinsk hær i slaget ved Cannae i 1018, og byzantinerne vandt en knusende sejr. Rudolphs brødre Osmond og Gilbert Buatére blev dræbt, og af de samtidige skildringer fremgår det, at kun 10 normanniske riddere overlevede slaget.
Det er ikke oplyst, om Rudolph deltog i slaget, men han fulgte med Melus til Bamberg, hvor Melus sluttede sig til kejser Henrik 2. den Helliges hof. Melus døde i 1020, men hans nevø fulgte med kejseren til Italien i 1021-22, og Rudolph var med på turen. Melus' nevø fik et len i Comino dalen og samlede flere normanniske riddere omkring sig. Rudolph blev imidlertid ikke i Italien men vendte hjem til Frankrig. 
Hans søn Ranulf Trincanocte og hans sønnesøn Herman nåede begge at blive grever af Aversa men forsvandt hurtigt ud af historien, sat i skyggen af deres slægtning Richard. 